# Grå kungstyrann
Grå kungstyrann (Tyrannus dominicensis) är en fågel i familjen tyranner som huvudsakligen förekommer i Västindien.

## Utseende och läten
Grå kungstyrann är ytligt lik östlig kungstyrann, men är större (21–25 cm) med längre näbb, bredare vingar och längre kluven, ej rundad, stjärt. Fjäderdräkten är ljusgrå ovan och vitaktig under med en mörk ögonmask. Lätet är ett ljust kvittrande "tik-teeerr" eller "preeerr-krrr", något grövre än tropikkungstyrannen.

## Utbredning och systematik
Grå kungstyrann delas in i två underarter med följande utbredning:
- Tyrannus dominicensis dominicensis – förekommer i kustnära områden i sydöstra USA (sydöstra Mississippi till Florida, sällsynt norrut till North Carolina), Bahamas och Stora Antillerna, lokalt även i nordcentrala Venezuela, Trinidad och Tobago, Curaçao, Bonaire och möjligen norra Colombia; övervintrar från Panama söderut till centrala Colombia, södra och östra Venezuela samt Guyanaregionen
- Tyrannus dominicensis vorax – förekommer i Små Antillerna

## Levnadssätt
Fågeln hittas i mangroveskogar och annan tät kustnära vegetation. Födan består av insekter som den fångar i flykten. Den lägger ägg från slutet av maj i norr, från april i Florida och mellan mars och juli i Västindien.

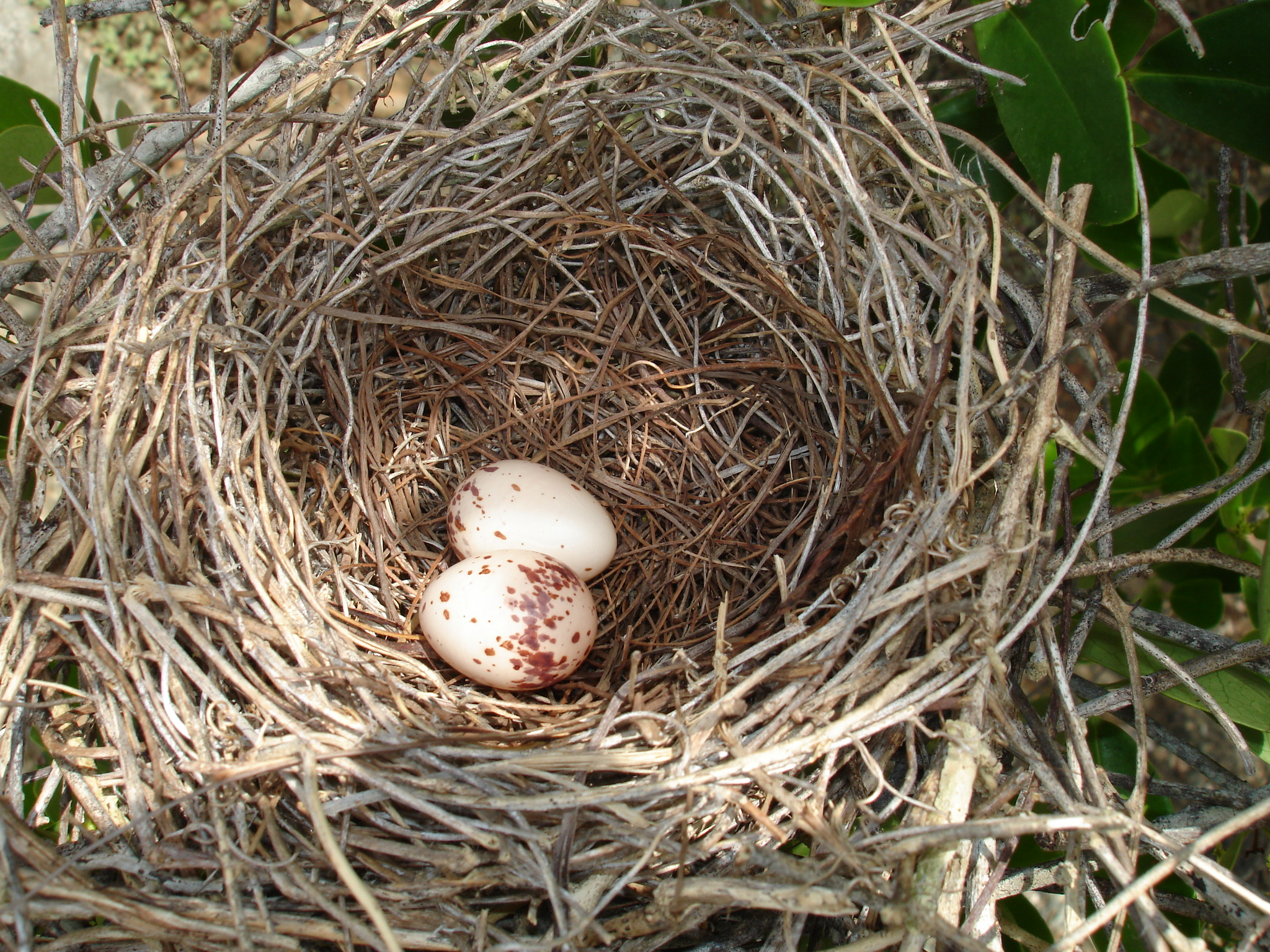
Bo med ungar.

## Status och hot
Arten har ett stort utbredningsområde och en stor population med stabil utveckling. Utifrån dessa kriterier kategoriserar IUCN arten som livskraftig (LC).